# Funeral potatoes

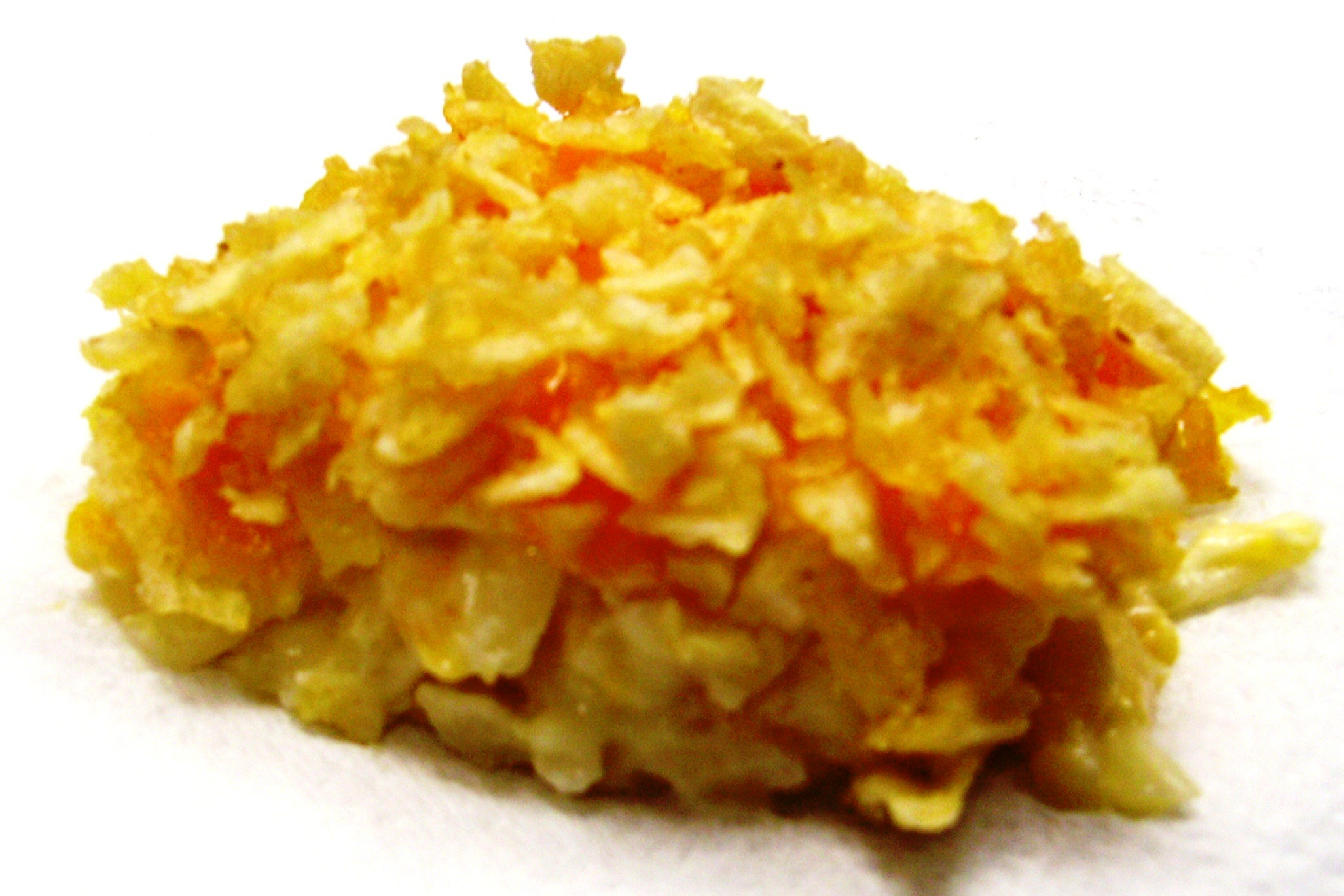
Una ración de funeral potatoes.

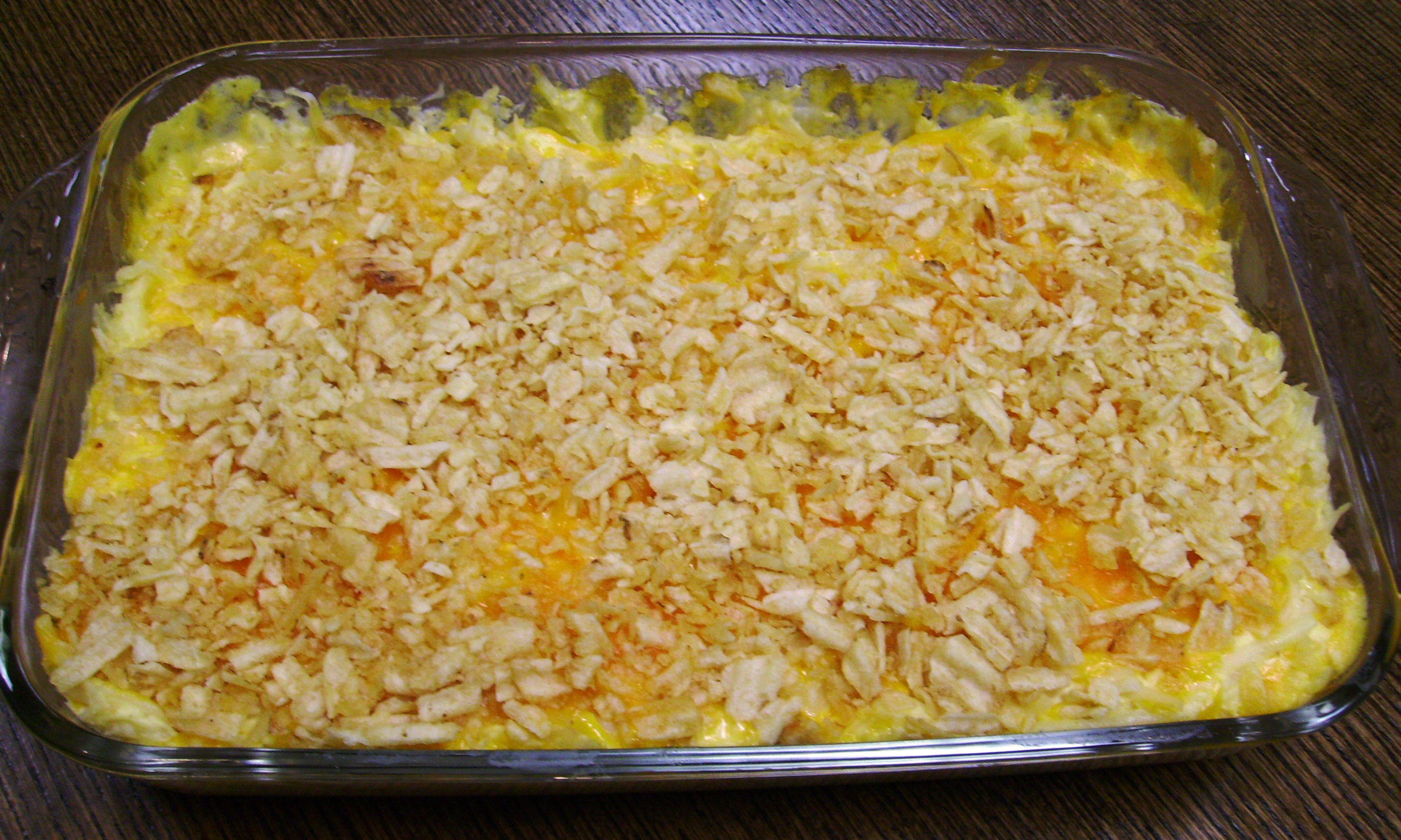
Una cazuela de funeral potatoes.

Las funeral potatoes son una cazuela mormona que surgió en Utah (Estados Unidos). Toman su nombre (‘patatas funeral’) porque es habitual servirlas como acompañamiento durante las tradicionales cenas que siguen a los funerales. Las funeral potatoes se sirven a menudo en reuniones sociales, como potlucks, en Utah y otras regiones con presencia mormona significativa.
En plato suele consistir en hash browns o dados de patata, queso (cheddar o parmesano), cebolla, sopa cremosa (pollo, champiñón o apio) o salsa de nata, crema agria, y se cubre con mantequilla y copos de maíz o patatas chip trituradas. Otras variantes incluyen dados de jamón cocido, guisantes congelados o ramilletes de brécol.